# Pascale di Cagliari
Pascale di Cagliari  ist eine autochthone Rotweinsorte auf Sardinien. Sie wird vorwiegend zum Verschneiden mit anderen Rebsorten bei sardinischen DOC-Weinen verwendet, in etlichen sardischen Rotweinen ist sie mit einem Anteil von bis zu 15 Prozent enthalten. Auf Sardinien steht diese Rebsorte mit 3.159 Hektar Anbaufläche an vierter Stelle. Pascale di Cagliari ist eine Varietät der Edlen Weinrebe (Vitis vinifera). Sie besitzt zwittrige Blüten und ist somit selbstfruchtend. Beim Weinbau wird der ökonomische Nachteil vermieden, keinen Ertrag liefernde, männliche Pflanzen anbauen zu müssen.
Siehe auch den Artikel Weinbau in Italien sowie die Liste der Rebsorten in Italien.

## Synonyme
Die Rebsorte Pascale di Cagliari ist auch unter den Namen Barberone, Bovale, Buonamico, Ciliegiolo, Falso Gregu, Giacomino, Grossa da Serra, Monique, Muresconu, Nera Tomentosa, Nerona di Viggiano, Pascale, Pascale Nero, Pascali, Pascali di Cagliari, Pasquale, Pasquale di Cagliari, Picciolo Rosso und Primidivu Nieddu bekannt.